# Emil Dörle
Emil Dörle (* 29. September 1886 in Herbolzheim; † 24. Juni 1964 in Freiburg im Breisgau) war ein deutscher Musiker und Komponist.

## Leben
Der Sohn eines Schmiedemeisters, der von 1884 bis 1918 Dirigent und Musikdirektor der Stadtkapelle Herbolzheim war, besuchte das Gymnasium, nahm am Militärdienst teil und war beruflich Beamter im Finanzdienst, wo er 1929 Leiter der Betriebsprüfungsstelle in Freiburg wurde.
Ab 1897 war er Musiker in der Stadtmusik Herbolzheim und erlernte mehrere Instrumente des Blasmusikorchesters, wie Flöte, Klarinette, Trompete, Waldhorn und Tuba. Außerdem erhielt er Klavierunterricht und erarbeitete sich im Selbststudium die Grundlagen der Komposition. In den 20er Jahren war er Dirigent der Stadtmusik Herbolzheim.
Dörle war nicht nur aktiver Musiker, sondern wirkte auch als Funktionär in der Blasmusikszene. So zählte er 1926 zu den Mitbegründern des Bundes Südwestdeutscher Musikvereine. 1950 stand er Pate bei der Gründung des heutigen Bundes Deutscher Blasmusikverbände, dem er bis 1954 als Präsident diente.
Zum 1. Mai 1937 trat er der NSDAP bei (Mitgliedsnummer 4.351.821).

## Werke
Sein erstes Werk war die Jubiläums-Ouvertüre, die 1911 uraufgeführt wurde und einen ersten Preis erhielt. Dörle komponierte 56 Märsche, darunter Hoch Badnerland, sein populärstes Werk, das unter anderem wegen Qualitätsmängel hinsichtlich Besetzung und vor allem der zeitgenössischen Aufführungspraxis in Kritik steht. Das Schlusstrio des Marsches bildet das Badnerlied. Hoch Badnerland wurde auch für Spielmannszug oder für Akkordeonorchester bearbeitet. Bemerkenswert ist die von Albert Loritz bearbeitete Swingversion im Big-Band-Sound.
Insbesondere während der Amtsperiode des früheren Freiburger Oberbürgermeisters Rolf Böhme von 1982 bis 2002 präsentierte die Blaskapelle der städtischen Verkehrs AG Freiburg bei offiziellen Veranstaltungen den Marsch Hoch Badnerland, und seither singt das Publikum beim Einsetzen des Schlussteils den mehr oder weniger bekannten Text mit, teilweise wird mit symbolischer „Hand-aufs-Herz-Geste“ und Tränen in den Augen ein Bekenntnis auf das Badnertum abgelegt.
Neben seinen Konzert-, Straßen- und Prozessionsmärschen hat Dörle 24 Ouvertüren und Walzer komponiert, wobei die meisten seiner Werke für Mittel- und Oberstufenorchester geeignet sind. Seine Ouvertüre Thalia ist aktuell noch als Selbstwahlstück mehrerer Musikverbände, z. B. des Bayerischen Blasmusikverbandes gelistet. Seine Werke sind fast ausschließlich im Fritz-Schulz-Verlag in Freiburg (heute Bohne & Schulz-Verlag Konstanz) erschienen.
Bekannte und teilweise noch heute aufgeführte Kompositionen sind: 
| - Abendständchen – Intermezzo - Am schönen Oberrhein – Marsch - Arie und Chor aus der Oper Lucia di Lammermoor von Gaetano Donizetti - Bundestreue – Marsch - Der Glücksschmied – Ouvertüre - Festmarsch nach Haydn-Motiven - Feuerwehrkameraden – Konzertmarsch - Freiburger Münster – Zum Kirchenfest - Freiheit und Frieden – Marsch - Freundestreue – Marsch - Frohe Pfingsten – Zum Patrozinium - Gruß an Herbolzheim – Marsch - Gruß an Wolfach - Heimatglück – Ouvertüre - Hoch Badnerland - Im schönen Schwabenland – Marsch - Im Zauberwald – Fantasie aus Suppés Werken - Jugend voran – Marsch | - Jugenderinnerungen – Ouvertüre - Kameraden der Lüfte – Marsch - Lucrezia Borgia – Bearbeitung der Ouvertüre von Gaetano Donizetti - Maienfest – Marsch - Mallorca – Spanische Skizze - Meeresgold – Ouvertüre - Mit dem Bächlein durchs Tal - Präsidenten-Marsch - Salve Regina – Deo gratias - Schwarzwaldfrühling – Konzertwalzer - Silberbrunnen – Ouvertüre - Sonne über Wien – Konzert-Walzer - Thalia – Ouvertüre - Treu Kolping – Lätitia - Zum Winzerfest – Marsch - Zwiegespräch im Walde – Tonstück - Zwischen Berg und Tal – Marsch |

Arrangements seiner Kompositionen
- Hoch Badnerland – Marsch; arr. für Spielmannszug von Ralf Escher. Verlag Ralf Escher, Hessisch Oldendorf
- Hoch Badnerland – Marsch; arr. für Akkordeon-Orchester von Harald Kniebühler
- Swingin’ Hoch Badnerland, Swingversion im Big-Band-Sound; arr. von Albert Loritz

## Ehrungen und Emil-Dörle-Stiftung
- Ehrenbürger von Herbolzheim
- Bundesverdienstkreuz am Bande (17. August 1957)[7]
- Emil-Dörle-Schule in Herbolzheim
- Emil-Dörle-Straße in Herbolzheim
- Emil-Dörle-Marsch, Komposition von Hans Hartwig
- Zum Gedenken an Leben und Werk von Emil Dörle wurde eine Stiftung begründet, deren Ziel die Förderung talentierter Jungmusiker ist. Zur Unterstützung des Stiftungszwecks spielen die Stadtmusik Herbolzheim sowie der Musikverein Oberhausen regelmäßig Musikstücke des Komponisten.[8][9]